# Tristram Shandy
A Vida e Opiniões de Tristram Shandy (título completo em inglês: The Life and Opinions of Tristram Shandy, Gentleman) é um romance escrito por Laurence Sterne. Foi publicado em nove volumes, os dois primeiros lançados em 1759, e os outros sete a partir dos próximos 10 anos. O livro foi um sucesso junto da crítica.
O volume IV deste livro tem algumas páginas excluídas por determinação do narrador - o cavalheiro Tristram Shandy, que decide suprimi-las por julgar sua qualidade muito superior a tudo o que escrevera: a excelência dessas páginas seria um atentado ao equilíbrio e à harmonia do livro.

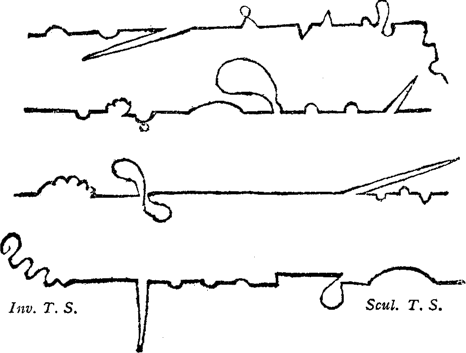
Linhas curvas, trecho do livro que demonstra a repulsa de Sterne por linhas retas

Segundo o crítico literário Harold Bloom, Tristram Shandy influenciou a obra de diversos escritores, de Goethe e Diderot, passando por Balzac e Dickens, até chegar a Thomas Mann, James Joyce,  Samuel Beckett e Machado de Assis.